# FC Roustavi
Maillots
Le Football Club Roustavi (en géorgien : საფეხბურთო კლუბი რუსთავი), plus couramment abrégé en FC Roustavi, est un club géorgien de football fondé en 1948 et basé dans la ville de Roustavi.

## Historique
C’est en 1948 que le football fit son apparition pour la première fois à Roustavi, alors ville nouvelle soviétique dans la banlieue de Tbilissi, surfant sur l’activité métallurgique au sortir de la Seconde Guerre mondiale.
Engagé dans le championnat régional de Géorgie jusqu’à l’éclatement de l’URSS au début des années 1990, le club remporta quatre titres de champion en 1959, 1974, 1979 et 1984. Bien loin cependant du FC Dinamo Tbilissi, le club phare du football géorgien, couronné champion d’URSS en 1964 et 1978, et vainqueur de la Coupe d’Europe des vainqueurs de coupe en 1981.
Après la disparition de l’URSS, le Metallurg Rustavi fut inscrit dès 1990 dans la première édition du championnat national de Géorgie, l’Umaglesi Liga sous le nom de Gorda Rustavi, pour une troisième place au classement final. Ce classement, égalé en 1991-1992, fut le meilleur résultat obtenu par Rustavi, jusqu’à la relégation du club en Pirveli Liga, la seconde division géorgienne, à l'issue de la saison 2002-2003 et une défaite en match de barrages de promotion-relégation face au FC Mtskheta (0-1 après prol.).
Rebaptisé FC Rustavi, le club passa alors trois saisons dans l’antichambre de l’élite géorgienne jusqu’à la fusion avec le FC Tbilissi en 2006. En 2007, le club devenu le FC Olimpi Rustavi remporta son premier titre en Umaglesi Liga. Un second titre suivra en 2010, ainsi que plusieurs places d’honneur qui ont assis la présence de Rustavi parmi les places fortes du football géorgien. À l'issue de la saison 2010-2011, Rustavi décroche la troisième place du championnat derrière Zestafoni et le FC Dinamo Tbilissi.
À l’été 2011, l’Olimpi Roustavi reprit son nom original de Roustavi Metallurgist. Il devient à partir de 2015 le FC Roustavi.
- 1991 : fondation du club sous le nom de Merani-91 Tbilissi
- 2003 : le club est renommé FC Tbilissi
- 2004 : 1re participation à une Coupe d'Europe (C3, saison 2004/2005)
- 2007 : fusion avec le Olimpi Tbilissi en FC Olimpi Roustavi après sa relocalisation à Roustavi.
- 2011 : le club est renommé FC Roustavi Metallurgist
- 2015 : le club est renommé FC Roustavi

## Bilan sportif

### Palmarès
| \| - Championnat de Géorgie (2) : - Champion : 2006-07 et 2009-10. - Vice-champion : 2011-12. - Coupe de Géorgie : - Finaliste : 1993-94 et 2008-09. \| \| - Supercoupe de Géorgie (1) : - Vainqueur : 2010. - Finaliste : 2007. - Championnat de Géorgie D2 (1) : - Champion : 2017. \| |  | |
| - Championnat de Géorgie (2) : - Champion : 2006-07 et 2009-10. - Vice-champion : 2011-12. - Coupe de Géorgie : - Finaliste : 1993-94 et 2008-09. |  | - Supercoupe de Géorgie (1) : - Vainqueur : 2010. - Finaliste : 2007. - Championnat de Géorgie D2 (1) : - Champion : 2017. |

### Bilan européen
Note : dans les résultats ci-dessous, le score du club est toujours donné en premier.
| Saison    | Compétition         | Tour             | Club            | Domicile | Extérieur | Total |
| --------- | ------------------- | ---------------- | --------------- | -------- | --------- | ----- |
| 2004-2005 | Coupe UEFA          | Deuxième tour Q  | Legia Varsovie  | 0 - 1    | 0 - 6     | 0 - 7 |
| 2007-2008 | Ligue des champions | Premier tour Q   | FK Astana       | 0 - 0    | 0 - 3     | 0 - 3 |
| 2009-2010 | Ligue Europa        | Premier tour Q   | B36 Tórshavn    | 2 - 0    | 2 - 0     | 4 - 0 |
| 2009-2010 | Ligue Europa        | Deuxième tour Q  | Legia Varsovie  | 0 - 1    | 0 - 3     | 0 - 4 |
| 2010-2011 | Ligue des champions | Deuxième tour Q  | FK Aktobe       | 1 - 1    | 0 - 2     | 1 - 3 |
| 2011-2012 | Ligue Europa        | Premier tour Q   | Banants Erevan  | 1 - 1    | 1 - 0     | 2 - 1 |
| 2011-2012 | Ligue Europa        | Deuxième tour Q  | Irtych Pavlodar | 3 - 0    | 0 - 0     | 3 - 0 |
| 2011-2012 | Ligue Europa        | Troisième tour Q | Stade rennais   | 2 - 5    | 0 - 2     | 2 - 7 |
| 2012-2013 | Ligue Europa        | Premier tour Q   | Teuta Durrës    | 6 - 1    | 3 - 0     | 9 - 1 |
| 2012-2013 | Ligue Europa        | Deuxième tour Q  | Viktoria Plzeň  | 1 - 3    | 0 - 2     | 1 - 5 |

Légende
- Victoire ou qualification pour le tour suivant
- Match nul
- Défaite ou élimination de la compétition

## Personnalités du club

### Joueurs emblématiques
- Khvicha Kvaratskhelia

### Présidents
- Buba Tkemaladze

### Entraîneurs
- Giorgi Kiknadze (juillet 2006 – janvier 2007)
- Anatoliy Piskovets (septembre 2007 - février 2008)
- Khvicha Kasrashvili (février 2008 - juillet 2008)
- Teimuraz Makharadze (juillet 2008 - octobre 2010)
- Nestor Mumladze (octobre 2010 - novembre 2010)
- Armaz Jeladze (novembre 2010 - août 2011)
- Koba Zhorzhikashvili (août 2011 - octobre 2012)
- Georgi Kipiani (octobre 2012 - mai 2013)
- Gela Sanaia (juin 2013 - décembre 2013)
- Varlam Kilasonia (janvier 2014 - juin 2015)
- Giorgi Shashiashvili (juillet 2015 - ?)
- Khvicha Kasrashvili
- Badri Kvaratskhelia

## Historique du logo

2003-2007
2007-2011
2011-2015
2015-